# Клеман, Рене
Рене́ Клема́н (фр. René Clément; 18 марта 1913, Бордо — 17 марта 1996, Монте-Карло) — французский кинорежиссёр, фильмы которого определяли лицо послевоенного французского кинематографа до наступления «Новой волны».

## Биография
Клеман изучал архитектуру в Школе изящных искусств, но заинтересовался анимационным кино и в 1936 году снял короткометражный фильм с Жаком Тати в главной роли. В предвоенные годы снимал рекламные ролики, принимал участие в движении Сопротивления.
Тема войны занимала ведущее место в творчестве Клемана, начиная с его первых полнометражных фильмов, отмеченных влиянием итальянского неореализма, — «Битва на рельсах» (1946, Приз за лучшую режиссуру (Каннский кинофестиваль)) и «У стен Малапаги» (1949, и Приз за лучшую режиссуру (Каннский кинофестиваль)). Вновь вернулся к ней Клеман в своем самом значительном произведении — проникновенном рассказе о военных буднях детей, «Запрещённые игры» (1952, «Золотой лев»).
Жерар Филип (который играл в его фильме «Месье Рипуа») так определил особенности работы режиссёра: «Каждый раз Рене Клеман создает три фильма. Он пишет сценарии — и это его первый фильм. Затем он снимает по своему сценарию, который максимально при этом изменяет, — это его второй фильм; затем с неприязнью и недоверием к своей предшествующей работе он монтирует и озвучивает картину— это его третий фильм».
В 1956 году Клеман под названием «Жервеза» экранизировал роман Золя «Западня»; фильм был удостоен «Золотого льва» на Венецианском фестивале. Не менее благожелательную прессу получил его триллер «На ярком солнце» (1960), с которого началась звёздная карьера Алена Делона.
Однако самый амбициозный проект Клемана 1960-х гг., эпическая фреска об освобождении французской столицы «Горит ли Париж?» (1966), оставил равнодушными и зрителей, и критиков, несмотря на суперзвёздный актёрский состав и сценарий, над которым работали Гор Видал и Фрэнсис Форд Коппола.
Разочарованный кассовыми неудачами и отрицательными отзывами критиков, Клеман в 62 года завершил свою кинокарьеру и поселился в Ментоне на Лазурном Берегу. Его последними картинами были экранизации детективов Себастьяна Жапризо; из их числа «Пассажир дождя» (1969).

## Фильмография
| Год  | Русское название     | Оригинальное название                    | Работа   | Работа    | Примечания                          |
| Год  | Русское название     | Оригинальное название                    | Режиссёр | Сценарист | Примечания                          |
| ---- | -------------------- | ---------------------------------------- | -------- | --------- | ----------------------------------- |
| 1944 | Пешком по Парижу     | Paris sous la botte                      | Да       | Нет       |                                     |
| 1945 | Волшебная коробка    | La boîte aux rêves                       | Нет      | Нет       | Ассистент режиссёра                 |
| 1946 | Битва на рельсах     | La Bataille du rail                      | Да       | Да        |                                     |
| 1946 | Красавица и чудовище | La Belle et la bête                      | Нет      | Нет       | Технический консультант, сорежиссёр |
| 1946 | Благонадежный папаша | Le pêre tranquille                       | Да       | Нет       |                                     |
| 1947 | Проклятые            | Les Maudits                              | Да       | Да        |                                     |
| 1949 | У стен Малапаги      | Au-delâ des grilles                      | Да       | Нет       |                                     |
| 1950 | Стеклянный замок     | Le Château de verre                      | Да       | Да        |                                     |
| 1952 | Запрещённые игры     | Jeux interdits                           | Да       | Да        |                                     |
| 1954 | Месье Рипуа          | Monsieur Ripois                          | Да       | Да        |                                     |
| 1956 | Жервеза              | Gervaise                                 | Да       | Нет       |                                     |
| 1957 | Этот жестокий век    | This Angry Age                           | Да       | Да        |                                     |
| 1960 | На ярком солнце      | Plein Soleil                             | Да       | Да        | Также актёр (Неуклюжий человек)     |
| 1961 | Как радостно жить    | Quelle joie de vivre                     | Да       | Да        | Также актёр (Французский генерал)   |
| 1963 | День и час           | Le Jour et l’heure                       | Да       | Да        |                                     |
| 1964 | Хищники              | Les Félins                               | Да       | Да        |                                     |
| 1966 | Горит ли Париж?      | Paris brûle-t-il?                        | Да       | Нет       |                                     |
| 1970 | Пассажир дождя       | Le Passager de la pluie                  | Да       | Нет       |                                     |
| 1971 | Дом под деревьями    | La Maison sous les arbres                | Да       | Да        |                                     |
| 1972 | Бег зайца через поля | La Course du lièvre à travers les champs | Да       | Нет       |                                     |
| 1975 | Нянька               | La baby sitter                           | Да       | Да        |                                     |
| 1984 | Принцесса и фотограф | Yoroppa tokkyu                           | Нет      | Нет       | Актёр (Эпизод)                      |

| Год  | Русское название             | Оригинальное название   | Режиссёр | Примечания          |
| ---- | ---------------------------- | ----------------------- | -------- | ------------------- |
| 1934 | Грубая просьба               | On demande une brute    | Нет      | Ассистент режиссёра |
| 1935 | Побег                        | Evasion                 | Да       |                     |
| 1936 | Тренируй левую               | Soigne ton gauche       | Да       |                     |
| 1937 | Од из земли Окситани         | Occitanie, terre d'Aude | Да       | Документальный      |
| 1937 | Красивый и неизвестный Од    | Aude, belle inconnue    | Да       |                     |
| 1937 | Запретная Аравия             | L'Arabie interdite      | Да       |                     |
| 1938 | Большой чартер               | La grande chartreuse    | Да       |                     |
| 1939 | Ночной Париж                 | Paris la nuit           | Да       | Документальные      |
| 1939 | Девушка, похищенная гоблином | La bièvre, fille perdue | Да       | Документальные      |
| 1940 | Тулуза                       | Toulouse                | Да       | Документальные      |
| 1940 | Отбор                        | Le triage               | Да       | Документальные      |
| 1942 | Знакомые рельсы              | Ceux du rail            | Да       | Документальные      |
| 1943 | Великий пастор               | La grande pastorale     | Да       | Документальные      |
| 1944 | Главы новой жизни            | Chefs de demain         | Да       | Документальные      |